# Печерский, Гедалье
Гедалье Печерский (ивр. גדליה פצ'רסקי‎, Геннадий Рувимович Печерский; 1901, Бабиновичи — 16 августа 1975, Израиль) — председатель еврейской общины Ленинграда в 1950-е годы, Узник Сиона, спасший от голодной смерти в блокаду Ленинграда множество членов еврейской общины.

## Биография
Гедалье Печерский родился в 1901 году в местечке Бабиновичи Могилевской губернии в семье Рувима и Гени Печерских. Получил традиционное еврейское религиозное образование. В начале 1920-х гг. жил в Витебске, где по вечерам учился в нелегальной любавичской иешиве «Тиферес Бахурим» («Краса молодежи»). Участвовал в Витебске в подпольном сионистском движении и подвергался репрессиям.
Семья Печерского поселилась на рубеже 1920—1930-х годов в Малой Вишере, затем — Ленинграде. Печерский сначала работал в Облпотребсоюзе, позже окончил школу зубных техников-протезистов. Работал в стоматологической поликлинике на улице Ланской и занимался на дому частной практикой.
Во время Великой Отечественной войны оставался при синагоге в Ленинграде, где спасал евреев местной общины от голода, также занимался упорядочением братских могил на еврейском кладбище.
Печерский был и одним из организаторов нелегальной системы благотворительности в Ленинграде с конца 1940-х годов. Неплохо зарабатывая, он значительную часть заработка тратил на благотворительность. Придуманная Печерским система состояла в том, что надежные студенты-евреи получали по 3-4 кошерных набора и развозили подарки по 3-4 адресам, где жили одинокие старики. Ни разу одни и те же молодые люди не развозили подарки по одному и тому же адресу.
Печерский пользовался большим авторитетом среди соплеменников и потому его избрали габбаем Ленинградской еврейской религиозной общины в 1954 году. В 1956-57 годах Печерский обращался в различные государственные инстанции с просьбами об открытии курсов по изучению еврейской истории, литературы, иврита и идиша.
С середины 1950-х гг. тайно поддерживал постоянные контакты с посольством Государства Израиль в Советском Союзе.
В 1961 году ему предъявили обвинение в еврейском национализме. В зале городского суда Печерский заявил, что свое предназначение всегда видел в том, чтобы защищать евреев. Обвинение по статье 64-a, касающееся сговора с представителями израильского посольства на причинение вреда СССР и измену родине, в ходе судебного разбирательства, с Печерского было снято. Но другая часть обвинения — об антисоветской деятельности — была оставлена в силе. Его приговорили к 12 годам лишения свободы, из них он отбыл 7 лет. Печерский никогда не признавал своей вины и прямо указывал представителям правоохранительных органов, что его страдания в тюрьме могут прямо повлиять на антисоветские взгляды.
Суд над Печерским стал первым публичным антисионистским процессом после смерти И. В. Сталина. Освобожден в 1965 году. В конце 1960-х гг. участвовал в сионистском движении в Ленинграде.
В 1968 году он уже участвовал в хлопотах о предоставлении еврейской общине участка для захоронения на Кладбище Памяти жертв 9-го января. В начале 70-х годов семья Печерских репатриировалась в Израиль. Память Печерского увековечена в названии одной из улиц Тель-Авива.

## Персональный архив
Pecherski, Gedalia. Community leader & physician; Private papers, diary & public correspondence; immigrated to Israel (1970). Архив получен Центральным архивом истории еврейского народа от Центра исследований восточно-европейского еврейства Архивная копия от 25 июня 2020 на Wayback Machine.